# Fran Tućan
Fran Tućan (Divuša, 26. rujna 1878. – Zagreb, 22. srpnja 1954.), hrvatski mineralog i petrograf.

## Životopis
Osnovnu školu završio je u Divuši. Srednju školu i studij prirodnih znanosti na Filozofskom fakultetu završio je u Zagrebu. Doktorirao je 1905. godine pod vodstvom profesora Mije Kišpatića, svog znanstvenog uzora, disertacijom Pegmatiti u kristaličinom kamenju Moslavačke gore. Iste godine postaje kustos Mineraloško-petrografskog odjela Narodnog muzeja u Zagrebu. Po odlasku profesora Kišpatića u mirovinu 1918. godine, postaje profesorom na Filozofskom fakultetu u Zagrebu, gdje predaje predmete iz petrografije i petrologije. Sljedeće godine dobiva zvanje redovitog profesora te povjerenika za prosvjetu i vjeru u Hrvatskoj. Godine 1930. izabran je za stalnog člana Jugoslavenske akademije znanosti i umjetnosti. Rad prof. Tućana prekinut je za vrijeme Drugog svjetskog rata, od 1942. do 1945. godine, kada biva umirovljen i zatočen u logoru. Po završetku rata vraća se na sveučilište i postaje prvim dekanom novoosnovanog Prirodoslovno-matematičkog fakulteta u Zagrebu.

## Znanstveni rad i doprinos
Veliki dio svoje karijere posvetio je proučavanju boksita, vapnenca i zemlje crvenice. Na temelju svojih istraživanja crvenice Tućan je iznio teoriju o podrijetlu crvenice. Prema toj teoriji crvenica je netopivi ostatak karbonatnih stijena, a boksit je fosilna crvenica. Istraživao je i vapnence i dolomite Hrvatske. Svoja istraživanja objavio je u knjizi Die Kalk-steino und Dolomite des Kroat. Karstgebietes objavljenoj 1911. godine. Zbog doprinosa prof. Tućana geologiji, prof. Karšulin je prema njemu nazvao mineral tućanit. Od 1987. godine Republički komitet za znanost Hrvatske dodjeljuje nagradu Fran Tućan za popularizaciju znanosti. Od 1915. do 1919. godine i od 1945. pa do smrti 1954. godine uređuje časopis Priroda. Autor je i pjesme Na Uni objavljenoj u časopisu Pobratim 1898. godine, te zbirke novela Sa sela, koju je izdao pod pseudonimom F. Borivoj. 

## Djela
Udžbenici i knjige
1. Pegmatit u kristaliničnom kamenju Moslavačke gore (1904.), disertacija (elektroničko izdanje)
2. Naše kamenje (1907.)
3. Naše rudno blago (1919.)
4. Po Makedoniji (1921.)
5. Opća mineralogija (1928.)
6. Specijalna mineralogija (1930.)
7. Po našem jugu (1931.) (elektroničko izdanje)
8. Među mineralima i stijenama: sa 80 slika u tekstu (1934.)
9. Slovenska u jugoslavenska svijest kod Hrvata (1936.)
10. Rudno blago Jugoslavije (1938.)
11. Mineralogija geologija : za VII. razred srednjih škola (1941.)
12. Fosilni ugljen (1946.)
13. Prinos poznavanju mineraloško-petrografskih prilika jugoistočne Makedonije (1949.)

Važniji znanstveni članci
1. Koloidi u rudstvu (1912.) (elektroničko izdanje)
2. Beitrage zur petrographischen Kenntnis der Fruška gora in Kroatien u Glasniku hrvatskog prirodoslovnog društva (1914.)
3. Mineralosko-petrografska proučavanja u kristalastom masivu između Prilepa i Kajmakčalana u Glasniku Skopskog naučnog društva (1926.)
4. O lilčkim boksitima (1. boksit od Skočaja, 2. boksit od Vraca, 3. boksit od Rudopolja, 4. boksit od Teslića kod Rudenice, 5. boksit od Grgina brijega, 6. boksit iz Mazina) u Rudarsko topioničkom vesniku (1936.)
5. Nekoliko pogleda na postanak i starost serpentinskih stijena u Jugoslaviji u Hrvatskog geografskom glasniku (1939.)
6. Prinos poznavanju mineraloško-petrografskih prilika jugoistočne Makedonije u Radu Jugoslavenske akademije (1949.)

## Dužnosti i članstva
1. Predsjednik Hrvatskoga prirodoslovnog društva
2. Predsjednik Matice Hrvatske
3. Član Jugoslavenske akademije znanosti i umjetnosti
4. Član Češkog mineraloškog društva
5. Član Francuskog mineraloškog društva

## Spomen
- Nagrada Fran Tućan za popularizaciju znanosti[3]

## Vanjske poveznice
Mrežna mjesta
- Mineraloško-petrografski odjel Hrvatskog prirodoslovnog muzeja